# Koordinační polymerizace
Koordinační polymerizace je polymerizační reakce, při které je katalyzátorem sůl nebo komplex kovu.

## Druhy koordinační polymerizace alkenů

### Heterogenní Zieglerova–Nattova polymerizace
Koordinační polymerizace se začala používat v 50. letech 20. století, první použitá metoda byla založená na Zieglerových–Nattových katalyzátorech obsahujících chlorid titaničitý a organohlinité kokatalyzátory. Směs TiCl4 a trialkylhlinitých komplexů vytváří titanité sloučeniny, které katalyzují polymerizaci ethenu a propenu. Povaha katalytických center je objektem vědeckého zájmu, ovšem dosud není známa.
Bylo vyvinuto mnoho různých variant tohoto postupu.

### Homogenní Zieglerova–Nattova polymerizace

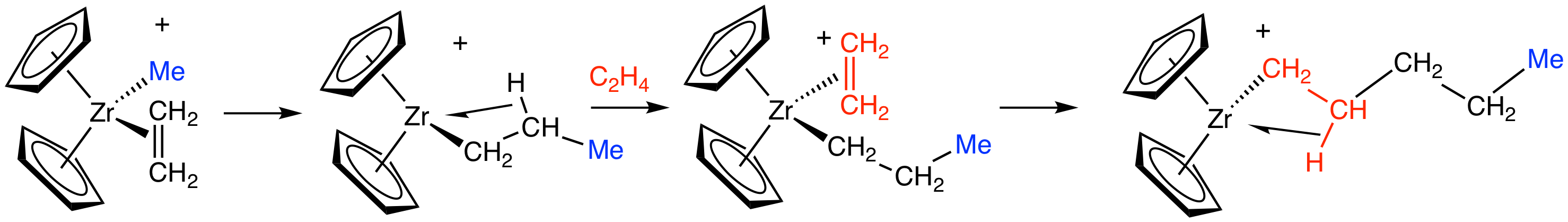
Zjednodušený mechanismus polymerizace ethenu katalyzované sloučeninou zirkoniem

V některých případech byla heterogenní Zieglerova–Nattova polymerizace nahrazena použitím homogenních katalyzátorů, jako je Kaminského katalyzátor objevený v 70. letech. V 90. letech byla objevena řada dalších postmetalocenových katalyzátorů. Obvyklými monomery jsou zde ethen a propen. Později nastal další rozvoj, který umožnil polymeraci polárních monomerů, například methylvinylketonu a jeho derivátů, methylakrylátu a akrylonitrilu.

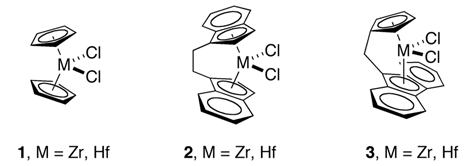
Příklady koordinačních katalyzátorů založených na metalocenech

Kaminského katalyzátory obsahují metaloceny kovů 4. skupiny (Ti, Zr, Hf) aktivované methylaluminoxanem. Polymerizace katalyzované metaloceny probíhají Cosseeovým–Arlmanovým mechanismem. Aktivním místem je většinou anion. existují však i kationtové koordinační polymerizace.

### Polymerizace butadienu
V roce 2000 se vyrobilo 2,1 milionu tun polybutadienu. Při tomto procesu se používá homogenní katalyzátor obsahující neodym.

## Speciální katalyzátory
Některé alkany se za přítomnosti Zieglerových–Nattových nebo Kaminského katalyzátorů nepolymerují; tuto vlastnost mají například polární alkeny jako jsou vinylchlorid, vinylestery a akrylátové estery.

## Význam
Koordinační polymerizace poskytuje vznikajícím vinylovým polymerům, jako jsou polyethylen a polypropylen, odlišné vlastnosti, než jaké by měly při syntéze ostatními metodami, jako je radikálová polymerizace. Tyto bývají lineární a mívají mnohem vyšší molekulovou hmotnost. Koordinační polymery mívají také pravidelnou stereochemii a mohou být izotaktické a nebo syndiotaktické, ne jen ataktické, a tak mít krystalickou strukturu, zatímco ostatní polymery bývají amorfní. Tyto rozdíly způsobují odlišné vlastnosti nízkohustotního polyethylenu oproti polyethylenu vysokohustotnímu či ultravysokohustotnímu.

## Koordinační polymerizace nealkenových substrátů
Koordinační polymerizaci lze použít i u nealkenových substrátů. Byla prozkoumána polymerizace dihydro- a trihydrosilanů pomocí dehydrogenačního párování, která ale nebyla uvedena do průmyslového využití. Součástí tohoto procesu je koordinační reakce a také oxidační adice Si-H center na komplexy kovů.
Za přítomnosti Lewisových kyselin se laktidy polymerují na polylaktidy: